# Grand Prix d'Ouverture La Marseillaise 1989
Il Grand Prix d'Ouverture La Marseillaise 1989, conosciuto anche come Grand Prix de Bessèges, decima edizione della corsa, si svolse il 7 febbraio 1989 su un percorso di 141 km. La vittoria fu appannaggio del francese Thierry Claveyrolat, che completò il percorso in 3h40'17", alla media di 38,405 km/h, precedendo lo svizzero Guido Winterberg ed il connazionale Ronan Pensec.

## Ordine d'arrivo (Top 10)
| Pos. | Corridore           | Squadra    | Tempo    |
| ---- | ------------------- | ---------- | -------- |
| 1    | Thierry Claveyrolat | R.M.O.     | 3h40'17" |
| 2    | Guido Winterberg    | Helvetia   | s.t.     |
| 3    | Ronan Pensec        | Z          | s.t.     |
| 4    | Éric Caritoux       | R.M.O.     | s.t.     |
| 5    | Robert Forest       | Fagor      | s.t.     |
| 6    | Jacques Decrion     | Super U    | s.t.     |
| 7    | Robert Millar       | Z          | s.t.     |
| 8    | Roland Leclerc      | Caja Rural | s.t.     |
| 9    | Mauro Ribeiro       | R.M.O.     | s.t.     |
| 10   | Jean-Marie Wampers  | Panasonic  | a 3'06"  |